# Atherinason
Atherinason is een monotypisch geslacht van straalvinnige vissen uit de familie van koornaarvissen (Atherinidae).

## Soort
- Atherinason hepsetoides (Richardson, 1843)